# 寿圣寺塔 (芮城)
芮城寿圣寺俗称“塔寺”，位于山西省运城市芮城县城关镇县城东北部巷口村西侧舍利东街与亚宝北路路口东北角，原在旧城墙外东北数百步的巷口村，现已融入城区范围内。巷口寿圣寺砖塔已列为全国重点文物保护单位。

## 历史
据传该寺始建于东汉永平十年（公元67年），据认为是佛教最初传入中国时所建的19座阿育王塔之一，塔内供奉释迦牟尼的真身舍利。
舍利塔重建于北宋宋仁宗天圣年间（1023~1032）（民国《芮城县志》称建于元丰元年（1078）），当时因在古寺遗址常见“光出如炬”，凿地发现舍利，于是在原址上重建宝塔葬之。修造历经三十余年，“金碧煌耀，穷极壮丽”。砖塔建成之时，恰逢熙宁元年（1068年）正月二十三日，新即位的宋神宗，为表达对父亲宋英宗的孝道，将其诞辰定为寿圣节，将全国多处寺院赐名为“寿圣寺”，此寺便是其中之一，宋神宗亲笔书写了寺额。此后九百年，舍利塔一直为芮城最高建筑，“塔寺晨钟”为芮城八景之一。元、明、清历代均有过重修。明洪武五年（1372年），寺内设“僧会司”，香火鼎盛。
1941年中条山会战后，中国军队撤离，民团在县城挖沟放火，将规模宏大的寿圣寺殿宇全部拆毁，用作燃料，仅有砖砌的舍利塔得以幸存。 
2012年，寿圣寺舍利塔修复开光。其它建筑则为近年新建。

## 建筑
舍利塔为楼阁式塔，青砖砌筑，采用砖砌仿木结构，高十三层，通高46米，八角形平面。其中底部三层施以砖雕仿木额枋承五铺作斗栱出檐，上部各层则叠涩出檐，逐渐向内收分，略呈锥形。罗哲文认为其形制与外观实质上介于楼阁式塔与密檐式塔之间。底层周长24.8米，南面辟门，以上各层四面设装饰性壸门，塔刹为铁质覆钵式。塔内部为上下贯通的空桶结构。原设木质楼梯已毁，现状内空，另残存宋代佛教人物壁画约20平方米。

## 保护
1996年1月12日，寿圣寺塔由山西省人民政府公布为第三批山西省文物保护单位，编号3-49。
2013年3月5日，巷口寿圣寺砖塔由中华人民共和国国务院公布为第七批全国重点文物保护单位，编号7-0770-3-068 。